# 馮耀輝
馮耀輝 (1946年—)，香港財經界人士，曾任禹銘集團董事總經理及快意節能董事，因多番夥拍馮永祥以財技敵意收購上市公司，而有「股壇壞孩子」之稱號。他亦爲古董明、清傢俬收藏家。

## 簡歷
馮耀輝曾就讀加拿大麥基爾大學(McGill University)，取得理學士學位，其後於美國Northern University取得理科碩士及工商管理碩士。1973年加入加拿大帝國商業銀行，1981年轉職東方匯理銀行，1989年，被當時的新鴻基證券主席馮永祥挖角。1990年協助新鴻基工業上市，出任董事總經理，新鴻基工業其後易名禹銘集團。
1999年，馮耀輝爲壹傳媒借殼百樂門成功上市，與拍檔馮永祥私人賺得2億港元。
2002年，禹銘以每股一仙的出價，先後提出收購多家持有大量資產或現金的上市公司，其中以擁有40億資產的中華汽車最爲矚目，但最終多次收購皆不成功。其後，證監會特別修訂《收購及合併條例》，令同類的一仙收購不再出現。
2007年，馮耀輝把禹銘股份出售，2008年辭任禹銘非執行董事，並與馮永祥入股創業板公司大中華科技。2009年，馮耀輝購入環保節能公司快意節能，將其注入大中華科技，並易名快意節能。2010年9月，中國「體操王子」李寧，將旗下上市公司李寧集團股份注入快意節能，令快意股價急升10倍，馮耀輝賬面賺約7億港元。

## 收藏
馮耀輝亦是一位收藏家，已收集超過30年，他是全中國擁有最多明式傢俬的收藏家，全球則排名第二。其家具藏品超過200件，藏品多爲黃花梨木及紫檀木明式家具。種類包括桌子、椅子及床等傢俬，亦有屏風、櫃及筆筒等物件；其珍藏的沉香則有數十件。他擁有私人博物館兩依藏博物館，館址位於中環都爹利街、名字以兩名女兒馮依凌及馮依琪命名。2006年，他以其藏品資料，出版書籍《兩依藏》。
2011年兩依藏博物館與北京故宮博物院合作，舉辦《交融─兩依藏珍選粹展》，由馮耀輝借出130件私人珍藏於故宮博物院齋宮展出，是故宮歷史性首次展出私人收藏品。2011年5月8日，發生展品失竊事件，共9件展品失蹤，包括西式化妝盒、手袋等，部份其後被尋回。